# Майер, Джозеф Эдвард
Джозеф Эдвард Майер (англ. Joseph Edward Mayer; 5 февраля 1904, Нью-Йорк — 15 октября 1983) — американский физик-теоретик. Муж Марии Гёпперт-Майер.
После окончания Калифорнийского технологического института (1924) работал в университетах: Калифорнийском (1927–1928), Гёттингенском (1929–1930), Джонса Хопкинса (1930–1939), Колумбийском (1939–1945), Чикагском (1946–1960), Калифорнийском (1960–1972). Работы в области статистической физики, термодинамики, квантовой механики, химической физики. Один из создателей современной теории реальных газов и жидкостей, в частности, ввёл в статистическую механику диаграммные методы. Редактор журнала «Journal of Chemical Physics» (1941–1952). В 1973–1974 годах — президент Американского физического общества. Научные награды: медали Г. Льюиса (1958), П. Дебая (1967), Дж. Кирквуда (1968) и др.